# 롤로웨이원숭이
롤로웨이원숭이(Cercopithecus roloway)는 구세계원숭이의 일종으로, 사산드라 강과 프라 강 사이의 동부 코트디부아르와 가나의 숲에서 발견된다.
롤로웨이원숭이는 다른 게논 원숭이 종들과 비슷하지만, 긴 턱수염이 다른 종들과 구별되는 특징이다. 롤로웨이원숭이의 털과 얼굴은 아주 검은 반면에, 목과 팔다리 안쪽은 희고, 엉덩이와 등은 오렌지색이다. 몸길이는 40 cm에서 55 cm 사이로 다양하며, 몸무게는 4 내지 7 kg이다.
나무 위에서 생활하는 수목형 동물이며, 15 ~ 30 마리씩 무리를 지어 군집생할을 한다. 이들의 주 먹이는 과일과 꽃, 씨앗 그리고 곤충이다.
롤로웨이원숭이는 아프리카 대륙에서 가장 멸종 위험이 높은 영장류 중 하나이다. 이 종에 대한 정확한 형태는 정보가 부족하여 얻기 힘들다. 최근 가나의 비아 국립공원에 대한 조사에서 이들의 흔적을 발견할 수 없었으며, 1970년대 중반과 1990년 사이에 사라진 것으로 추측되고 있다. 적어도 마지막 3대의 80% 이상의 개체수가 쇠락하고 있는 것으로 추산되고 있다.
롤로웨이원숭이는 예전에 다이애나원숭이(Cercopithecus diana)의 아종의 하나로 간주된 적이 있었다.